# TIMELESS WORLD
《TIMELESS WORLD》，是日本樂團可苦可樂的第9張錄音室專輯。2016年6月15日發行。

## 簡介
前作《One Song From Two Hearts》約2年零6個月之後發行。
收錄了《暖陽小徑》、《奇蹟》和《未來》三首單曲，和以數位音樂發售的《42.195km》、《hana》、《SNIFF OUT!》和其後於單曲《奇蹟》以B面曲發售的《Twilight》，共七首單曲。
此外，用於這張專輯封面的大阪的戎橋的插圖是收集預先招募的粉絲、可苦可樂的成員、可苦可樂的工作人員等的面部照片，用馬賽克藝術製成。此外，歌詞卡片是黑田和小淵的直筆。
初回限定盤的封面為特別版，當《TIMELESS WORLD》的封面圖重疊在《NAMELESS WORLD》的專輯封面時，它正成為可以享受新設計的規格。
初回限定盤以DVD收錄可苦可樂睽違5年再度舉行的學園祭LIVE，於慶應義塾大學舉辨的第57回三田祭前夜祭的現場。
雖自《MUSIC MAN SHIP》以來未能取得週間最高排行第1位，但首週銷量11.4萬，比上作多。專輯發售首週自《CALLING》以來，銷量高於10萬。

## 收錄曲目
全編曲：可苦可樂、特記除外　全作詞及作曲：小淵健太郎、特記除外　
1. SUNRISE
朝日啤酒水果味酒 廣告歌
2. 未來　作詞：小淵健太郎 作曲：可苦可樂
3. 為何，要踏上旅程呢（何故、旅をするのだろう）
山陽新幹線・九州新幹線 廣告歌[3]
4. 我心躍動（tOKi meki）
LOTTE Ghana巧克力 廣告歌
5. SNIFF OUT!
6. 警笛
7. hana
8. 綺麗星夜（星が綺麗な夜でした）
9. Twilight
10. Tearless　作詞、作曲：黑田俊介
11. 暖陽小徑（陽だまりの道）
12. 42.195km
13. 奇蹟
14. NO PAIN, NO GAIN feat. 布袋寅泰[4]　作詞：可苦可樂 作曲：布袋寅泰 編曲：可苦可樂、布袋寅泰
15. STAGE
朝日電視台電視連續劇《警視廳·搜查一課長》主題曲

初回限定盤DVD “LIVE at 慶應義塾大学 第57回三田祭前夜祭 2015.11.14”
1. Opening
2. 流星
3. 正在盛開的花兒啊（今、咲き誇る花たちよ）
4. MC
5. hana
6. 光
7. MC
8. 信
9. 紅線
10. 風
11. MC
12. 車轍
13. Summer rain
14. 神風
15. MC
16. 未來
17. MC
18. YELL（YELL〜エール〜）
19. Closing

## 外部連結
- TIMELESS WORLD 初回限定盤（页面存档备份，存于）
- TIMELESS WORLD 通常盤（页面存档备份，存于）